# Maxim Leo
Maxim Leo, né le 30 janvier 1970 à Berlin-Est, est un journaliste, scénariste et écrivain allemand.

## Biographie
Maxim Leo nait et grandit à Berlin-Est. Son grand père maternel est Gerhard Leo, le résistant et journaliste allemand. Sa mère Annette Leo est historienne et chercheuse  et son père Wolf Leo artiste graphique et plasticien. Après un apprentissage  en tant qu'assistant de laboratoire  à l'Académie des sciences de la RDA où il côtoie Angela Merkel alors physicienne, il passe son baccalauréat en 1990 au Centre d'éducation des adultes de Treptow. Puis il étudie les sciences politiques à l'université libre de Berlin et à l'Institut d'études politiques de Paris de 1990 à 1995. Il devient journaliste au Berliner Zeitung, puis  rédacteur en chef en 1997. Il est d'abord responsable de la France et de l'Union européenne au sein de la rédaction de la politique étrangère. Depuis 2001, il écrit  avec son collègue Jochen-Martin Gutsch la chronique Leo/Gutsch et officie également sur Radio eins. Ensemble, ils  publient quatre livres non traduits en français Single. Family. Zwei Männer. Zwei Welten. 66 wahre Geschichten,  Sprechende Männer, Es ist nur eine Phase, Hase: ein Trostbuch für Alterspubertierende et Du bleibst mein Sieger, Tiger: Noch mehr Trost für Alterspubertierende.
En 2002, il reçoit le prix  franco-allemand du journalisme et en 2006 le prix Theodor Wolff,. En 2009, il  publie un  livre autobiographique Histoire d'un Allemand de l'Est qui obtient le prix du livre européen dans la catégorie roman en décembre 2011. Il est le scénariste du film Tatort: Wahre Liebe.
Dans son livre paru en 2019 et publié en français 2021 sous le titre Là où nous sommes chez nous. L'histoire de ma famille éparpillée, l'auteur part à la recherche de famille juive et de son exil .
Paru en 2022, Le Héros de Berlin décrit l'ambivalence du personnage face à la reconstitution de l'histoire de héros dans la vie en ex Allemagne de l'Est

## Œuvres traduites en français
- 2009 : Histoire d'un Allemand de l'Est (Actes Sud, 2010)[10]

- 2019: Là où nous sommes chez nous (Actes Sud, 2021)

- 2022: Le Héros de Berlin (Actes Sud, 2023)[9]